# Nemotaulius amurensis
Nemotaulius amurensis là một loài Trichoptera trong họ Limnephilidae. Chúng phân bố ở miền Cổ bắc.